# Robert Fellinger

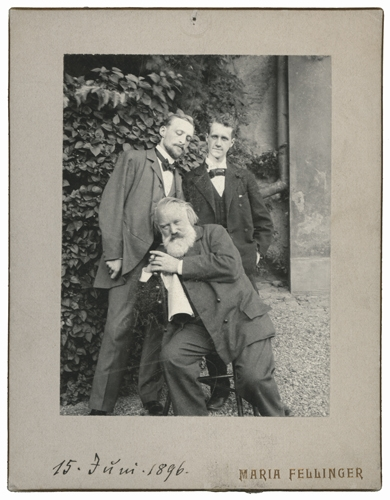
Johannes Brahms mit Richard (links) und Robert Fellinger (rechts) (Silberhochzeit von Richard Albert und Maria Fellinger, 15. Juni 1896)

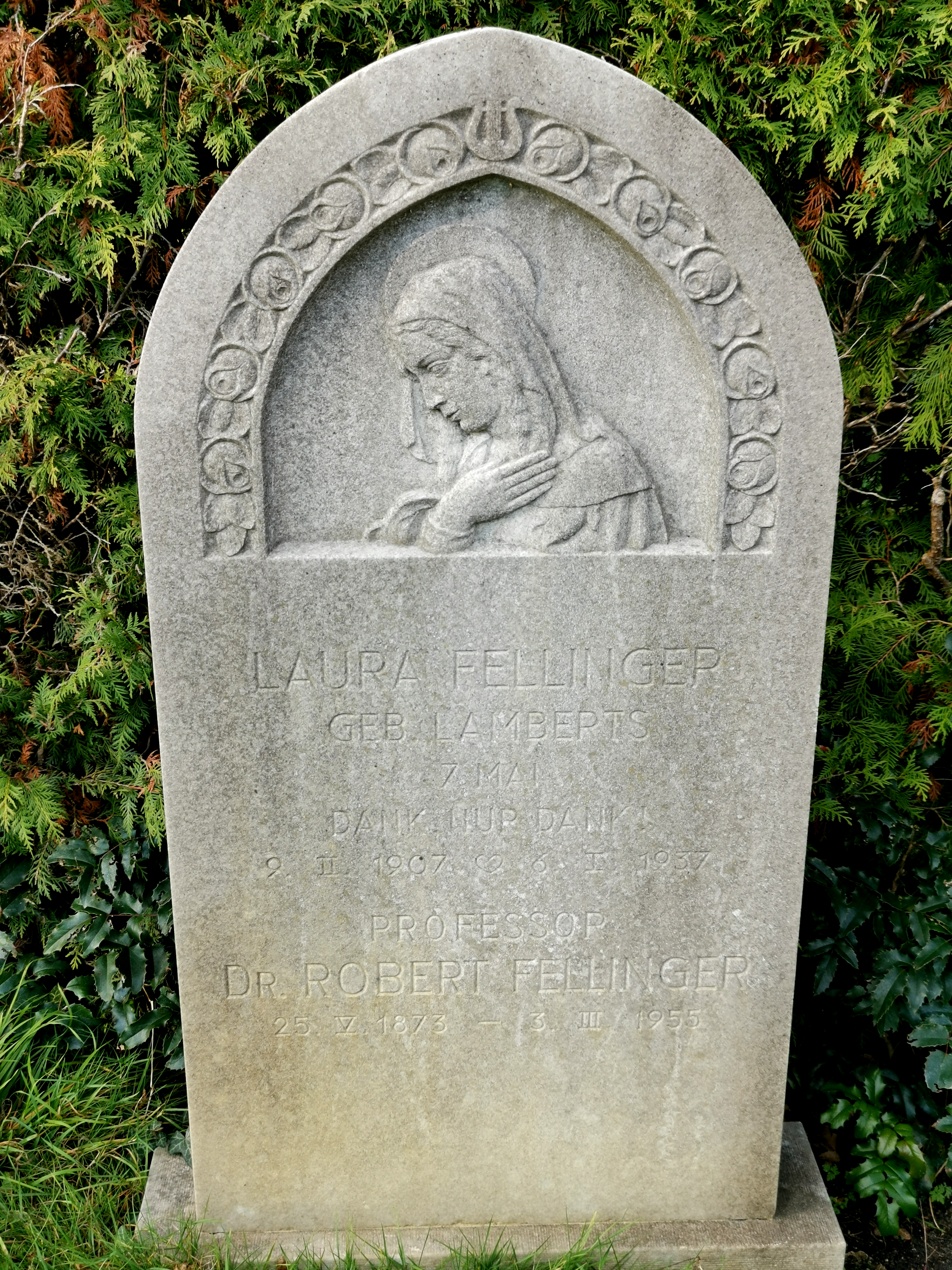
Grab auf dem Friedhof Zehlendorf I Onkel-Tom-Straße in Berlin

Felix Robert Fellinger (*  25. Mai 1873 in Elberfeld; † 3. März 1955) war ein deutscher Elektrotechniker und Leiter der Zentralstelle für wissenschaftliche und technische Forschungsaufgaben der Siemenswerke.

## Leben
Robert Fellinger war der Sohn des deutsch-österreichischen Industriellen und Siemens-Werk-Leiters Richard Albert Fellinger (1848–1903) und dessen Ehefrau Maria Fellinger (1849–1925), geborene Köstlin, einer deutsch-österreichischen Bildhauerin und Fotografin. Der Schriftsteller, Jurist, Musikwissenschaftler, Dramatiker und Leiter der wirtschaftspolitischen Abteilung der Siemenswerke Richard Fellinger war sein Bruder. Der Rechtswissenschaftler Christian Reinhold Köstlin war sein Großvater, die Liedkomponistin, Pianistin und Sängerin der Romantik Josephine Caroline Lang war seine Großmutter. Der Ministerialbeamte und Manager Hermann Fellinger war sein Cousin. Die deutsche Pianistin und Komponistin Clara Schumann war seine Patin, mit Johannes Brahms war die Familie, bei der er zudem einige seiner Werke uraufführte, eng befreundet.

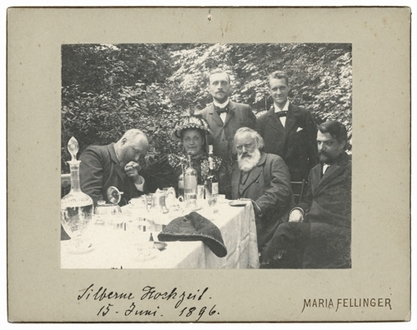
Familie Fellinger mit Johannes Brahms (sitzend v. l. n. r.: Richard Albert Fellinger, Maria Fellinger, Johannes Brahms, vmtl. Robert Hausmann, stehend: Richard Fellinger, Robert Fellinger, Silberhochzeit von Richard Albert und Maria Fellinger, 15. Juni 1896)

Robert Fellinger studierte am Polytechnikum Zürich, wo er seit 1895 der Burschenschaft Teutonia Zürich angehörte, und bei Leo Graetz, Paul Heinrich von Groth und Eugen von Lommel an der Ludwig-Maximilians-Universität München und wurde 1899 in München mit seiner Inaugural-Dissertation Bestimmung der Dielektricitätsconstanten von Krystallen im homogenen elektrischen Felde zum Dr. phil. promoviert.
Robert Fellinger war danach in Berlin-Siemensstadt bei Siemens & Halske tätig. Später wirkte er als Leiter der Zentralstelle für wissenschaftliche und technische Forschungsaufgaben der Siemenswerke. Er war Mitglied im Verband deutscher Elektrotechniker, von 1922 bis 1945 Mitglied der Deutschen Physikalischen Gesellschaft und erhielt mit Urkunde von Adolf Hitler im Jahr 1943 zu seinem 70. Geburtstag die Goethe-Medaille für Kunst und Wissenschaft.
Von seiner Korrespondenz sind von ihm an Otto Deneke, Fritz Noether, Theodor Haering und Paul Heinrich von Groth geschriebene Briefe im jeweiligen Nachlass überliefert.

## Schriften
- Bestimmung der Dielektricitätsconstanten von Krystallen im homogenen elektrischen Felde. Inaugural-Dissertation, Ludwig-Maximilians-Universität München, Barth, Leipzig 1899